# Our Everyday Life
Our Everyday Life (en bosnio, Naša svakodnevna priča) es una película dramática bosnia de 2015 dirigida por Ines Tanović. Fue seleccionada como la entrada de Bosnia a la Mejor Película en Lengua Extranjera en los 88.ª Premios de la Academia, pero no fue nominada.
- Uliks Fehmiu como Saša
- Mediha Musliović como Sabina
- Goran Navojec como Hike
- Emir Hadžihafizbegović como Muhamed
- Maja Izetbegović como Lejla
- Goran Bogdan como Damir
- Boro Stjepanović como Aljo
- Enis Bešlagić como Liebre
- Aleksandar Seksan como Slaviša
- Mirvad Kurić como Etko
- Moamer Kasumović como Malik